# واری کونکا (پرو)
واری کونکا (به اسپانیایی: Wari Kunka) یک کوه در پرو است که در Peru, Puno Region واقع شده‌است. واری کونکا ۴٬۸۰۰ متر بالاتر از سطح دریا واقع شده‌است.